# Nicotyrin
Nicotyrin ist eine chemische Verbindung aus der Klasse der Heterocyclen. Sie besteht aus einem Pyridinring und einem methyl-substituierten Pyrrolring, die über ihre Ringe miteinander verknüpft sind.

## Vorkommen

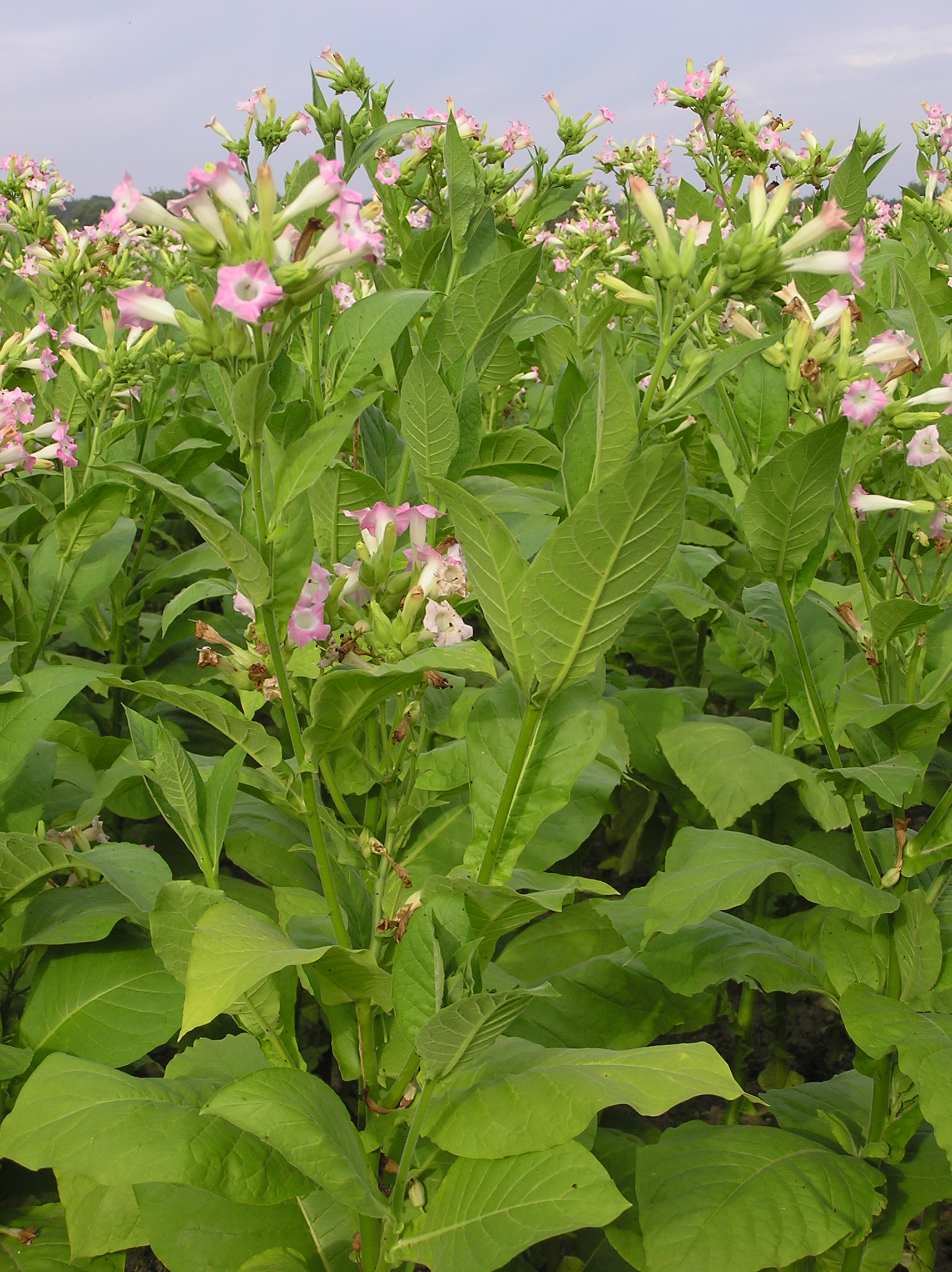
Feld mit Tabakpflanzen

Nicotyrin gehört zu den Tabaknebenalkaloiden und tritt natürlich in Tabakpflanzen auf. Bei einem Vergleich von 52 Rauchtabaken konnten pro Gramm Tabak 0,08–0,4 mg Nicotyrin nachgewiesen werden.

## Darstellung
Nicotyrin kann auf chemischem Wege durch Dehydrierung von Nicotin an Palladium gewonnen werden.